# Куп шест нација 2008.
Куп шест нација 2008. (службени назив: 2008 RBS 6 Nations) је било 114. издање овог најелитнијег репрезентативног рагби такмичења Старог континента, а 9. од проширења Купа пет нација на Куп шест нација.
Такмичење спонзорисано од Краљевске банке Шкотске, освојио је Велс. Захваљујући ефикасном нападу и фантастичној одбрани (о чему сведочи фасцинантан податак да су примили само 2 есеја у 5 утакмица) "Змајеви" су победили све противнике и тако десети пут у историји освојили гренд слем. Енглеска је завршила турнир на другом месту, Француска на трећем, Ирска на четвртом, а Шкотска и Италија забележили су само једну победу. Најбољи стрелац турнира био је Џони Вилкинсон, а најбољи играч онижи Велшанин Шејн Вилијамс.

## Учесници
Напомена:
Северна Ирска и Република Ирска наступају заједно.
|   | Селекција                      | Стадион                             | Селектор        | Капитен          |
| - | ------------------------------ | ----------------------------------- | --------------- | ---------------- |
| 1 | Рагби репрезентација Италије   | Стадион Фламинио, Рим (30 000)      | Ник Мелет       | Серђо Парисе     |
| 2 | Рагби репрезентација Француске | Стад де Франс, Париз (81 338)       | Марк Лиевремонт | Лионел Налет     |
| 3 | Рагби репрезентација Енглеске  | Стадион Твикенам, Лондон (82 000)   | Брајан Ештон    | Фил Викери       |
| 4 | Рагби репрезентација Шкотске   | Стадион Марифилд, Единбург (67 144) | Френк Хеден     | Џејсон Вајт      |
| 5 | Рагби репрезентација Велса     | Стадион Миленијум, Кардиф (74 500)  | Ворен Гатланд   | Рајан Џоунс      |
| 6 | Рагби репрезентација Ирске     | Кроук парк, Даблин (82 300)         | Деклан Кидни    | Брајан О'Дрискол |

## Такмичење

### Прво коло
Ирска - Италија 16-11
Енглеска - Велс 19-26
Шкотска - Француска 6-27

### Друго коло
Велс - Шкотска 30-15
Француска - Ирска 26-21
Италија - Енглеска 19-23

### Треће коло
Велс - Италија 47-8
Ирска - Шкотска 34-13
Француска - Енглеска 13-24

### Четврто коло
Ирска - Велс 12-16
Шкотска - Енглеска 15-9
Француска - Италија 25-13

### Пето коло
Италија - Шкотска 23-20
Енглеска - Ирска 33-10
Велс - Француска 29-12

## Табела
|   | Селекција                      | ИГ | Д | Н | И | ПД  | ПП  | ПР  | ЕД | Б  |  |
| - | ------------------------------ | -- | - | - | - | --- | --- | --- | -- | -- |  |
| 1 | Рагби репрезентација Велса     | 5  | 5 | 0 | 0 | 121 | 73  | +82 | 13 | 10 |  |
| 2 | Рагби репрезентација Енглеске  | 5  | 3 | 0 | 2 | 124 | 70  | +25 | 8  | 6  |  |
| 3 | Рагби репрезентација Француске | 5  | 3 | 0 | 2 | 124 | 101 | +10 | 11 | 6  |  |
| 4 | Рагби репрезентација Ирске     | 5  | 2 | 0 | 3 | 100 | 81  | -6  | 9  | 4  |  |
| 5 | Рагби репрезентација Шкотске   | 5  | 1 | 0 | 4 | 79  | 102 | -54 | 3  | 2  |  |
| 6 | Рагби репрезентација Италије   | 5  | 1 | 0 | 4 | 49  | 170 | -57 | 6  | 2  |  |

| Победник Купа шест нација 2008.       |
| ------------------------------------- |
| Рагби репрезентација Велса 24. титула |

## Индивидуална стастика
Највише поена
- Џони Вилкинсон 50, Енглеска
- Ронан О'Гара 48, Ирска
- Стивен Џоунс 44, Велс
- Џејмс Хук 44, Велс

Највише есеја
- Шејн Вилијамс 6, Велс
- Венсан Клерк 5, Француска
- Ли Бирн 3, Велс
- Мартин Кастрођовани 3, Италија
- Пол Саки 3, Енглеска

Најбољи играч турнира
- Шејн Вилијамс, Велс